# كوم الأطرون
كوم الأطرون إحدى قرى مركز طوخ التابع لمحافظة القليوبية بجمهورية مصر العربية.

## التاريخ
قرية كوم الأطرون من القرى القديمة، حيث وردت باسم «كوم النطرون» في أعمال الشرقية ضمن قرى الروك الصلاحي التي أحصاها ابن مماتي في كتاب قوانين الدواوين، كما وردت باسم «كوم النطرون» من أعمال القليوبية ضمن قرى الروك الناصري التي أحصاها ابن الجيعان في كتاب «التحفة السنية بأسماء البلاد المصرية». وفي العصر العثماني وردت في التربيع العثماني الذي أجراه الوالي العثماني سليمان باشا الخادم في عصر السلطان العثماني سليمان القانوني كوم النطرون ضمن قرى ولاية القليوبية، وفي تاريخ 1228هـ/1813م الذي عدّ قرى مصر بعد المسح الذي قام به محمد علي باشا باسم «كوم الأطرون» ضمن قرى مديرية القليوبية.

## السكان
بلغ عدد سكان كوم الأطرون 7,891 نسمة، حسب الإحصاء الرسمي لعام 2006.